# Jan Mayen
Jan Mayen je otok med Grenlandijo in severom Norveške na položaju 71° severne zemljepisne širine in 8° zahodne zemljepisne dolžine, pripada Norveški. Obsega 373 kvadratnih kilometrov, je ognjeniškega izvora in delno pokrit z ledeniki. Poševna morska ožina otok deli v dva dela. Otok je gorat, njegova najvišja točka je dejavni ognjenik Beerenberg na severu otoka z 2277 m. 
Nima naravnih bogastev, gospodarska dejavnost je omejena na storitve za oskrbo delavcev norveških radijskih in meteoroloških postaj, nameščenih na otoku. Ima približno 1585 m dolgo neasfaltirano letališko stezo. 124,1 km obale nima nobenih pristanišč, samo sidrišča.
Otok je zemljepisno del Norveške, od leta 1995 ga upravlja guverner (fylkesmann) območja Nordland. Nekaj oblasti ima tudi upravnik postaje norveške obrambne komunikacijske službe.
Naseljuje ga osebje, ki upravlja postajo navigacijskega sistema Loran-C (14 delavcev) in vremensko postajo (4 delavci). Osebje živi v Olonkinbyenu (Mesto Olonkin), bivalnemu predelu postaje Loran-C. Otok nima stalnih prebivalcev, vendar ima državno oznako SJ, njegova vrhnja internetna domena je .no (.sj je določena, a ni v uporabi - http://www.norid.no/domenenavnbaser/bv-sj.html Arhivirano 2010-01-23 na Wayback Machine. ) in podatkovno kodo JN. Radioamaterska predpona je JX.

## Zgodovina
Zgodnja zgodovina otoka je nejasna. Otok, ki bi bil lahko Jan Mayen, je v 6. stoletju opisal irski menih Brendan, ki je plul po Severnem morju. Zaradi vulkanizma na otoku se mu je zdelo, da je odkril vrata pekla. Tudi vikinški pomorščaki naj bi poznali otok.  
Otok je leta 1607 odkril Henry Hudson in ga imenoval Hudson's Tutches (ali Touches). Zatem so ga opazili tudi drugi morjeplovci, ki so potrdili njegovo odkritje in ga preimenovali. Leta 1611 (ali 1612) so tako storili kitolovci iz Hulla in otok imenovali Trinity Island (Otok svete Trojice); leta 1612 ga je francoski kitolovec Jean Vrolicq imenoval Île de Richelieu (Richeliujev otok). Zdajšnje ime je otok dobil leta 1614, ko ga je obiskal Nizozemec Jan Jacobs May van Schellinkhout. Njegov prvi častnik je kartiral dele obale in otok poimenoval Jan Mayen.
Med prvim mednarodnim polarnim letom (1882/83) je Avstro-Ogrska odprava izbrala otok za svojo bazo. Na njem so ostali eno leto, ga dodobra raziskali in kartirali. Njihov zemljevid je bil v uporabi vse do leta 1950.
Med drugo svetovno vojno otok ni bil okupiran. Leta 1941 so uslužbenci požgali meteorološko postajo in otok zapustili, vendar so se kasneje istega leta  vrnili v spremstvu nekaj norveških vojakov. Med vojno je postaja obratovala kljub nenehnim nemškim napadom. Leta 1943 so Združene države Amerike na severu otoka vzpostavile radijsko postajo, imenovano Atlantic City (Atlantsko mesto), ki je služila odkrivanju nemških meteoroloških in radijskih postaj na Grenlandiji.